# Seututie 224
Pour les articles homonymes, voir Route 224.
Le Seututie 224 est une route régionale allant de Aura à Salo en Finlande. 

## Histoire
Les liaisons routières entre Marttila et Vaskio à Halikko  sont rudimentaires jusqu'aux années 1970, lorsqu'une nouvelle route est construite entre Halikko et Marttila.
La route est nommée seututie 224. 
À cette époque, aucune liaison directe n'a encore été établie entre Marttila et Aura.
Le trajet routier passe par Tarvasjoki en empruntant les routes valtatie 10, seututie 225 et yhdystie 2226. 
Au tournant des années 1980 et 1990, la route 224 est prolongée au nord de Tarvasjoki jusqu'à Aura. 
La route régionale 225 est renommée route de liaison 2250.

## Parcours
La route part de la valtatie 9 (E63) à Aura , puis elle traverse le centre d'Aura , et pase sous la ligne Turku–Toijala.
Au centre d'Aura, la route croise la route régionale 222 venant de Turku, puis elle passe au-dessus du fleuve Aura.
À Tarvasjoki, la route croise la yhdystie 2250 et traverse la riviere Tarvasjoki.
À Marttila, la route 224 croise la route nationale 10, puis la Hämeen Härkätie, la route de liaison 2264 et traverse bientôt le fleuve Paimionjoki, avant de continuer dans des paysages de champs vallonnés.
Dans la municipalité de Salo, la route 224 traverse d'abord la rivière Vaskionjoki, puis arrive à l'agglomération Vaskio d'Halikko, elle traverse la Kuusjoki près de son confluent avec la Vaskionjoki et arrive à l'agglomération Märynummi d'Halikko. 
Au sud de Märynummi, la route traverse la route nationale 1 (E18).
Ensuite, la route 224 parcourt environ un kilomètre puis traverse la rivière Halikonjoki et quelques kilomètres plus loin elle passe sous la ligne Turku-Karjaa. avant d'atteindre son point final.